# Meczet w Sorok Tatarach
Meczet w Sorok Tatarach – meczet tatarski w litewskiej wsi Sorok Tatary (Keturiasdešimt Totorių), w okręgu wileńskim.
Społeczność tatarska istniała w okolicy od XV wieku, kiedy to osadził ich tam książę Witold. Wiadomo, że meczet we wsi istniał co najmniej od połowy XVI wieku.
Obecny meczet zbudowano w 1815. Drewniany budynek na planie prostokąta nakryty jest czterospadowym dachem na środku którego znajduje się wieloboczny bęben zakończony cebulastą kopułką nad którą znajduje się półksiężyc.
Wnętrze podzielone jest ścianką na dwie części przeznaczone dla kobiet i mężczyzn. Do każdej z części prowadzi osobny przedsionek.
Wokół meczetu znajduje się mizar (cmentarz) z nagrobkami pochodzącymi z XVI wieku. Drugi mizar, nowszy, znajduje się na niedalekim wzgórzu.
Cechą charakterystycznądla tego meczetu jest brak mihrabu.